# Lista över Senegals premiärministrar
Senegals premiärminister är Senegals regeringschef. Premiärministern utses av Senegals president, som väljs direkt på en mandatperiod av 7 år. Premiärminister i sin tur utser den senegalesiska regeringen efter samråd med presidenten.

## Lista över Senegals premiärministrar
Detta är en lista över Senegals premiärministrar sedan landet blev självständigt från Frankrike 1960.
| Nr                                                        | Porträtt | Namn                              | Tillträdde        | Avgick           | Politiskt parti                                                          |
| --------------------------------------------------------- | -------- | --------------------------------- | ----------------- | ---------------- | ------------------------------------------------------------------------ |
| 1                                                         |          | Mamadou Dia                       | 18 maj 1960       | 18 december 1962 | Senegals progressiva union                                               |
| Ingen premiärminister (18 december 1962-26 februari 1970) |          |                                   |                   |                  |                                                                          |
| 2                                                         |          | Abdou Diouf                       | 26 februari 1970  | 31 december 1980 | Senegals progressiva union (till 1976) Socialistiska partiet (från 1976) |
| 3                                                         |          | Habib Thiam 1:a gången            | 1 januari 1981    | 3 april 1983     | Socialistiska partiet                                                    |
| –                                                         |          | Moustapha Niasse (tillfördordnad) | 3 april 1983      | 29 april 1983    | Socialistiska partiet                                                    |
| Ingen premiärminister (29 april 1983-8 april 1991)        |          |                                   |                   |                  |                                                                          |
| (3)                                                       |          | Habib Thiam 2:a gången            | 8 april 1991      | 3 juli 1998      | Socialistiska partiet                                                    |
| 4                                                         |          | Mamadou Lamine Loum               | 3 juli 1998       | 5 april 2000     | Socialistiska partiet                                                    |
| 5                                                         |          | Moustapha Niasse                  | 5 april 2000      | 3 March 2001     | Alliansen för progressiva krafter                                        |
| 6                                                         |          | Mame Madior Boye                  | 3 mars 2001       | 4 november 2002  | Demokratiska partiet                                                     |
| 7                                                         |          | Idrissa Seck                      | 4 november 2002   | 21 april 2004    | Demokratiska partiet                                                     |
| 8                                                         |          | Macky Sall                        | 21 april 2004     | 19 juni 2007     | Demokratiska partiet                                                     |
| 9                                                         |          | Cheikh Hadjibou Soumaré           | 19 juni 2007      | 30 april 2009    | Oberoende                                                                |
| 10                                                        |          | Souleymane Ndéné Ndiaye           | 30 april 2009     | 5 april 2012     | Demokratiska partiet                                                     |
| 11                                                        |          | Abdoul Mbaye                      | 5 april 2012      | 1 september 2013 | Oberoende                                                                |
| 12                                                        |          | Aminata Touré                     | 1 september 2013  | 8 juli 2014      | Allians för republiken                                                   |
| 13                                                        |          | Mohammed Dionne                   | 8 juli 2014       | 14 maj 2019      | Oberoende                                                                |
| Ingen premiärminister (14 maj 2019-17 september 2022)     |          |                                   |                   |                  |                                                                          |
| 14                                                        |          | Amadou Ba                         | 17 september 2022 | 6 mars 2024      | Allians för republiken                                                   |
| 15                                                        |          | Sidiki Kaba                       | 6 mars 2024       | 3 april 2024     | Allians för republiken                                                   |
| 16                                                        |          | Ousmane Sonko                     | 3 april 2024      |                  | PASTEF                                                                   |